# Eccidio di Cadè
L'eccidio di Cadè è stato un crimine di guerra nazista compiuto il 9 febbraio 1945 presso l'omonima frazione reggiana da un reparto della Wehrmacht contro un gruppo di ventuno partigiani.

## Antefatti
La sera del 7 febbraio una colonna di automezzi tedeschi venne assalita dai partigiani sulla via Emilia nei pressi della frazione reggiana di Cadè. L'assalto provocò la morte di tre militari tedeschi ed il ferimento di altri.

## Fatti
Come rappresaglia per l'imboscata i tedeschi prelevano dalle carceri di Parma e Ciano d'Enza ventuno partigiani, per lo più provenienti dalla provincia parmense e giovanissimi. 
Una volta giunti a Cadè la mattina del 9 febbraio, le vittime vennero fatte allineare sulla via Emilia all'altezza del bivio per la località Quercioli e fucilati. 
I corpi dei ventuno martiri vennero lasciati per tre giorni sul ciglio della via Emilia come monito alla popolazione civile. Successivamente venne autorizzata la tumulazione delle salme presso il cimitero di Cadè. Le salme, a guerra finita, poterono essere riconosciute grazie al fatto che il parroco locale si era premurato di fotografare i cadaveri, di numerare le salme e di prelevare dagli abiti di ognuna delle vittime un pezzo di stoffa.

## Memoria
In occasione del primo anniversario del fatto venne realizzato l'attuale monumento che sorge sul luogo esatto dove avvenne la strage.

## Vittime

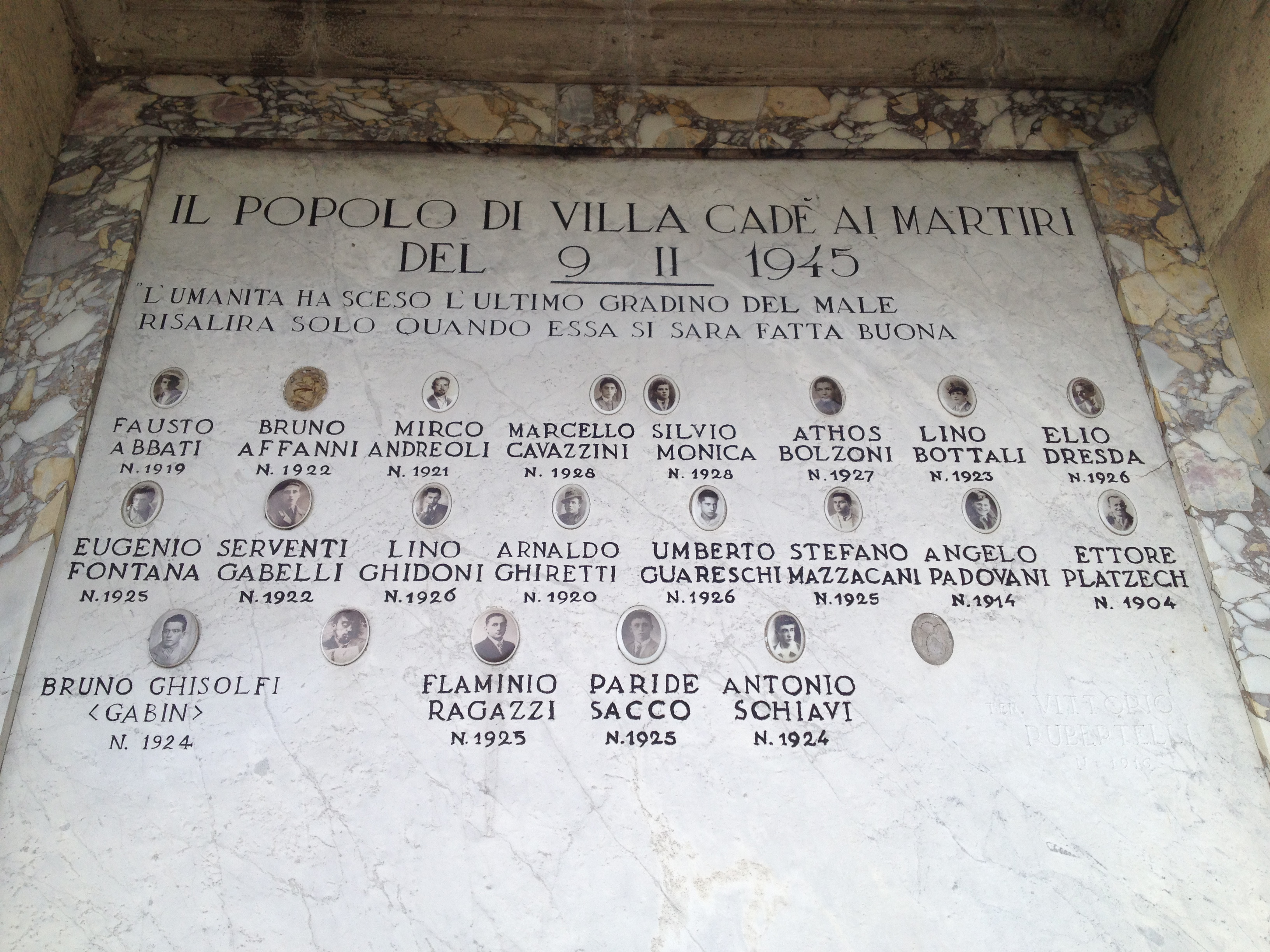
I nomi dei Martiri sul monumento

- Fausto Abati, di Casalgrande (RE), classe 1919;
- Bruno Affanni "Gallo", di Salsomaggiore Terme (PR), classe 1922;
- Mirko Andreoli, di Sorbolo (PR), classe 1922, decorato con la Medaglia d'oro al valor militare;
- Athos Bolzoni "Tigre", di Reggio Emilia, classe 1927;
- Lino Bottali "Fernando" o "Tigre", di Albareto (PR), classe 1923;
- Marcello Cavazzini, di Parma, classe 1929;
- Elio Dresda, classe 1926;
- Eugenio Fontana "Carlo", di Trecasali (PR), classe 1925;
- Luigi Gabelli Serventi, classe 1922;
- Lino Ghidoni "Ivan", di Albinea (RE), classe 1926;
- Arnaldo Ghiretti "Spartaco", di Parma, classe 1920;
- Bruno Ghisolfi "Gabin", di Noceto (PR), classe 1924;
- Umberto Guareschi "Fiorello", di Noceto (PR), classe 1926;
- Stefano Mazzacani, di Casalgrande (RE), classe 1925;
- Silvio Monica "Eroe" o "Fulmine", di Neviano degli Arduini (PR), classe 1928;
- Angelo Padovani "Nappo", di Parma, classe 1914;
- Ettore Platzech "Dante", di Parma, classe 1904;
- Giannino Regazzi "Aquila", di Sala Bolognese, classe 1924;
- Paride Saccò "Biondo", di Pellegrino Parmense (PR), classe 1925;
- Antonio Schiavi "Slim", di Parma, classe 1924;
- Caduto ignoto.